# Synaptische Vesikelfusion
Die Synaptische Vesikelfusion bezeichnet die Membranfusion von synaptischen Vesikeln mit der präsynaptischen Membran. Sie beschreibt funktionale und strukturelle Veränderungen an synaptischen Verbindungen („synaptische Plastizität“), die als Grundlage für die Lernprozesse des Gedächtnisses angesehen werden. Der molekulare Aufbau, die Struktur und die Abläufe sind für das Verständnis der neuronalen Entwicklung von Synapsen wichtig. Diese werden durch asymmetrische Verbindungen von zwei spezialisierten Membranen gebildet. Es gibt eine präsynaptische, aktive Zone, an der die mit Neurotransmittern gefüllte Vesikel fusionieren, während von der gegenüberliegenden postsynaptischen Zone über Transmitterrezeptoren Signal aufgenommen werden.

## Funktionsweise
Als Grundlage eines funktionierenden Gehirns gilt eine schnelle und zuverlässige Signalübertragung zwischen den Nervenzellen über den synaptischen Spalt. Zwei Nervenzellen nähern sich an einer Synapse an, um Signale auszutauschen.
Die „aussendende“ Zelle setzt einen Transmitterstoff frei, die „empfangenden“ Zelle erzeugt daraufhin ein neues Signal durch Erzeugung eines Aktionspotentials. Durch genetische Analysen konnte festgestellt werden, dass in der aktiven Zone Matrixproteine unterschiedlicher Familien für die Vesikelfusion eine wichtige Rolle spielen. Diese Proteine tragen dabei zu einem stabilen Aufbau der Synapsen bei. Die Vesikelfusion wird durch SNARE-Proteine vermittelt. Durch Untersuchungen mit einem STED-Mikroskop (Stimulated Emission Depletion) gelang es Forschern der Max-Planck-Gesellschaft detailliert Proteine einzelner synaptischer Vesikel zu visualisierten. So konnten sie das Protein Synaptotagmin, das sich in der Membran der Vesikel befindet, sichtbar machen. Synaptische Vesikel sind rund 40 Nanometer kleine Membranbläschen, die mit Nervenbotenstoffen gefüllt sind. Sie transportieren diese Botenstoffe zu den Kontaktstellen zwischen zwei Nervenzellen und übergeben diese an der Synapse, indem sie mit der Membran der Nervenzelle verschmelzen. Dabei wurde nachgewiesen, dass die in der Membran der Vesikel enthaltenen Proteine oder Synaptotagmin-Moleküle, die beispielsweise für eine fehlerfreie Neurokommunikation mitverantwortlich sind, nach der Verschmelzung auf der Nervenmembran miteinander verbunden bleiben. Die in die Membran ausgeschütteten Proteine können so wieder aufgenommen werden.
Die neuronalen Vesikel bevorzugen die „aktiven Zonen“ um ihre Botenstoffe zu übergeben, wobei das bei Fruchtfliegen entdecktes Gerüstprotein Bruchpilot  (BRP) entscheidend zum Aufbau dieser aktiven Zonen beiträgt. Die Vesikelfusion ist abhängig vom BRP-Level an der aktiven Zone. Je höher dieses Level ist, desto größer ist die Wahrscheinlichkeit, dass die Zone an einer synaptischen Vesikelfusion beteiligt sein wird. Für eine evozierte Vesikelfusion scheint zudem das Protein Spinophilin oder PI4KIIIα wichtig zu sein. Neben den Proteinen wirkt sich zudem die Lipidzusammensetzung der Plasmamembran auf die synaptische Transmission und die Wahrscheinlichkeit der Fusion aus.
Ein Einströmen von Calciumionen durch die Calciumkanäle löst eine vollständige Fusion des synaptischen Vesikels mit der präsynaptischen Membran aus. An dieser Verschmelzung sind insbesondere die SNARE-Proteine Synaptobrevin, Syntaxin und SNAP-25 beteiligt. Sie bilden eine verdrillte Struktur, die zur Fusion der Vesikel mit der präsynaptischen Membran führt, so dass die Neurotransmitter in den synaptischen Spalt abgegeben werden. Werden Calciumionen an Synaptotagmin gebunden, so wirken diese als Auslöser für die Freisetzung von Neurotransmittern. Complexin löst hingegen eine Gegenregulation aus, ein Mechanismus, der die Membranfusion und damit die Exozytose von Neurotransmittern unterbindet.